# Lissonota sakala
Lissonota sakala là một loài tò vò trong họ Ichneumonidae.